# Championnat du Chili de football 1962
Navigation
Saison précédente Saison suivante
La saison 1962 du Championnat du Chili de football est la trentième édition du championnat de première division au Chili. Les dix-huit meilleures équipes du pays sont regroupées au sein d'une poule unique, où elles s'affrontent deux fois, à domicile et à l'extérieur ; à la fin de la compétition, le dernier du classement est relégué et remplacé par le champion de Segunda División, la deuxième division chilienne.
C'est le CF Universidad de Chile qui remporte la compétition, après avoir battu lors de la finale pour le titre le tenant, CD Universidad Católica. C'est le troisième titre de champion du Chili de l'histoire du club.

## Les clubs participants
| - CD Green Cross - Colo Colo - Ferrobádminton - CF Universidad de Chile - Unión Española - Santiago Wanderers - CSD Rangers - Deportes Magallanes - Promu de Segunda División - Union San Felipe - Promu de Segunda División | - Club Deportivo O'Higgins - CD Santiago Morning - Audax Italiano - CD Universidad Católica - Club Deportivo San Luis - CD Everton de Viña del Mar - Club Deportivo Palestino - Deportes Unión La Calera - Promu de Segunda División - Deportes La Serena - Promu de Segunda División |

## Compétition
Le barème utilisé pour établir le classement est le suivant :
- Victoire : 2 points
- Match nul : 1 point
- Défaite : 0 point

### Classement
| Rang | Équipe                     | Pts | J  | G  | N  | P  | Bp  | Bc | Diff |
| ---- | -------------------------- | --- | -- | -- | -- | -- | --- | -- | ---- |
| 1    | CF Universidad de Chile    | 50  | 34 | 21 | 8  | 5  | 100 | 48 | +52  |
| 2    | CD Universidad Católica T  | 50  | 34 | 22 | 6  | 6  | 78  | 47 | +31  |
| 3    | Colo Colo                  | 41  | 34 | 17 | 7  | 10 | 94  | 67 | +27  |
| 4    | Deportes La Serena P       | 41  | 34 | 17 | 7  | 10 | 67  | 58 | +9   |
| 5    | Unión Española             | 38  | 34 | 15 | 8  | 11 | 63  | 50 | +13  |
| 6    | CD Santiago Morning        | 37  | 34 | 13 | 11 | 10 | 53  | 51 | +2   |
| 7    | Santiago Wanderers         | 35  | 34 | 12 | 11 | 11 | 50  | 51 | -1   |
| 8    | CD Everton de Viña del Mar | 35  | 34 | 10 | 15 | 9  | 53  | 55 | -2   |
| 9    | Unión San Felipe P         | 31  | 34 | 10 | 11 | 13 | 54  | 54 | 0    |
| 10   | Audax Italiano             | 30  | 34 | 8  | 14 | 12 | 54  | 61 | -7   |
| 11   | Club Deportivo O'Higgins   | 30  | 34 | 8  | 14 | 12 | 54  | 66 | -12  |
| 12   | Unión La Calera P          | 29  | 34 | 12 | 5  | 17 | 52  | 63 | -11  |
| 13   | Ferrobádminton             | 29  | 34 | 8  | 13 | 13 | 45  | 61 | -16  |
| 14   | Deportes Magallanes P      | 29  | 34 | 9  | 11 | 14 | 41  | 62 | -21  |
| 15   | CSD Rangers                | 28  | 34 | 10 | 8  | 16 | 42  | 53 | -11  |
| 16   | Club Deportivo Palestino   | 28  | 34 | 7  | 14 | 13 | 45  | 60 | -15  |
| 17   | Club Deportivo San Luis    | 26  | 34 | 8  | 10 | 16 | 49  | 66 | -17  |
| 18   | CD Green Cross             | 25  | 34 | 9  | 7  | 18 | 58  | 79 | -21  |

|  | Qualification pour la finale pour le titre        |
|  | Relégation directe en Segunda División            |
|  | T : Tenant du titre P : Promu de Segunda División |

### Finale pour le titre
| 16 mars 1963 | CF Universidad de Chile                          | 5 - 3 | CD Universidad Católica        | Estadio Nacional, Santiago du Chili              |                                                  |
|              | Campos 12e, 29e · Álvarez 52e, 68e · Sánchez 87e |       | Tobar 41e · Fouilloux 49e, 80e | Spectateurs : 74 163 Arbitrage : Domingo Massaro | Spectateurs : 74 163 Arbitrage : Domingo Massaro |

## Bilan de la saison
| Championnat du Chili de football 1962 |                                    |
| Champion                              | CF Universidad de Chile (3e titre) |
| Qualifications continentales          |                                    |
| Copa Libertadores 1963                | CF Universidad de Chile            |
| Promotions et relégations             |                                    |
| Promus en Primera División            | CD Coquimbo Unido                  |
| Relégués en Segunda División          | CD Green Cross                     |